# مثلث السرعة
مثلث السرعة هو مثلث يمثل مركبات السرعة المتنوعة لمائع التشغيل في الآلة التوربينية. يُمكن أن تُرسم مثلثات السرعة عند مدخل ومخرج الآلة التوربينية.

يتم التعامل مع مركباتالسرعة في المثلث باعتبارهاكميات متجهة، ويتكون مثلث السرعة عادة من السرعة المماسية والسرعة المطلقة والسرعة النسبيةللمائع، ليتكون بذلك أضلاع المثلث الثلاثة.

## السرعات

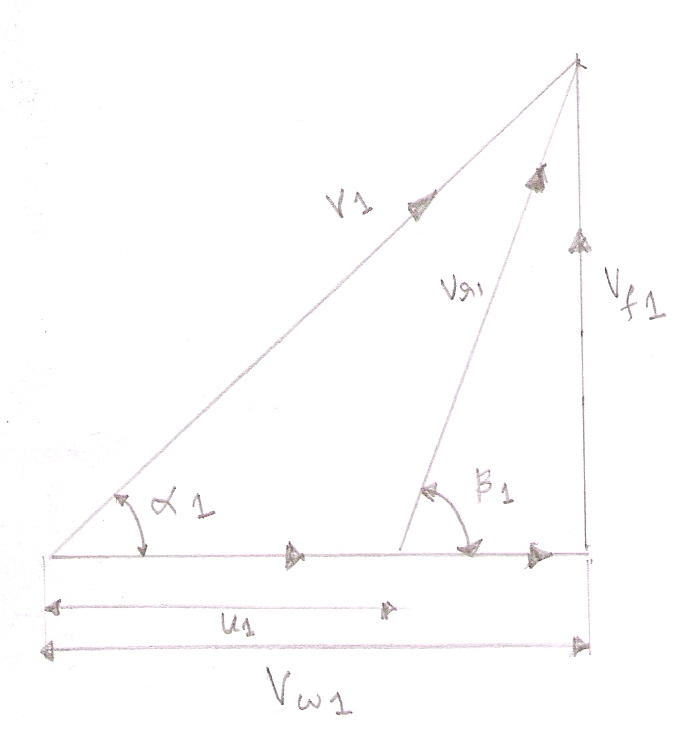
مثال لمثلث سرعة مرسوم لمدخل آلة توربينية. يرمز الرقم "1" إلى أن السرعات عند الدخول.

يتكون مثلث السرعة بشكل عام من المتجهات التالية:
- V: السرعة المطلقةللمائع.
- U:السرعة الخطية لشفرة الآلة.
- Vr:السرعة النسبية للمائع بعد تلامسه مع الشفرات الدوارة.
- Vw: مركبة السرعة المماسية من السرعة المطلقة V، وتُسمى بالسرعة الدوامية.
- Vf: سرعةتدفقالمائع (المركبة المحورية في حالة الآلات المحورية، المركبة الشعاعية في حالة الآلات الشعاعية).

تُستخدمالزوايا التالية أثناء تحليل مثلث السرعة:
- α: الزاوية بين السرعة المطلقةللمائع V وسرعة شفرة اللآلة، وتُسمى زاوية التدفق أو زاوية شفرة التوجيه.
- β: زاوية الريشة الدوارة، وتُسمى بالزاوية المطلقة.